# Aljaksandr Pustahvar
Aljaksandr Jaŭhenavič Pustahvar (in bielorusso Аляксандр Яўгенавіч Пустагвар?; Minsk, 3 aprile 1985) è un cestista bielorusso.